# Oscar le petit canard
Série de bande dessinée créé en 1941 par Marcel Turlin (alias Mat) pour le périodique Fillette. On suit les aventures d'Oscar, petit canard facétieux, de la jeune Josette et de sa plantureuse tante Zulma. 
La série ne lésine pas sur les propos et situations décalés. Un fakir avalant des lames de rasoir, le trio se demande si cela ne va pas "lui couper l'appétit". La tante Zulma aide sa nièce à "repasser ses leçons" au moyen d'un fer et d'une planche. Désireuse de perdre un peu de poids, Zulma s'engage à "ne boire qu'une tasse de thé nature aux repas" et tient parole, dévorant des gâteaux tout en refusant un nuage de lait dans le  thé parce que "cela fait grossir". Etc.